# Château de Pionsat
Le château de Pionsat est situé sur la commune de Pionsat (France).

## Localisation
Le château est situé sur la commune de Pionsat, dans le département du Puy-de-Dôme, en région Auvergne-Rhône-Alpes.

## Description
De la construction primitive à quatre tours, il ne subsiste qu'une partie du corps de logis et la tour sud-est. L'architecture de cette aile, bien que trahissant par certains détails des influences florentines, est bien représentative de la Renaissance française, avec l'utilisation de larges panneaux de briques rouges. 

## Historique
Le château de Pionsat est vraisemblablement l’œuvre de Guy Aubert, seigneur le Pionsat (et neveu du pape Innocent VI), appliquant l’édit de Charles V de 1367 sur la fortification du royaume, afin de renforcer la défense de l’Auvergne face aux incursions des Anglais. 
L'édifice est classé au titre des monuments historiques par arrêté du 8 juin 1920 pour son aile renaissance, le reste du château est inscrit par arrêté du 15 mars 1962.